# 卢卡·德拉托雷
卢卡·德拉托雷（西班牙語：Luca de la Torre，1998年5月23日—），美国男子足球运动员，司职中场，現效力於美國職業足球大聯盟球隊聖地牙哥FC（西甲球隊切爾達外借）及美國國家男子足球隊。2018年加入成年国家队。他曾代表美国国家队参加2022年国际足联世界杯，结果队伍止步十六强。